# 루크바트
루크바트(Rukbat) 또는 궁수자리 알파(α Sgr)는 궁수자리 방향에 있는 항성이다.

## 속성
루크바트는 푸른 빛을 내는 B형 왜성이다. 겉보기등급은 +3.97로 맨눈으로 볼 때 특별히 밝게 보이지는 않는다. 그러나 이는 지구로부터의 거리 때문으로, 실제로 루크바트의 유효온도는 태양의 2배 이상이며 질량은 거의 3배에 가까워서 가시광선 파장에서 태양의 117배 밝기로 빛난다. 적외선 초과 방출이 관측되는 것으로 보아 베가와 매우 흡사한 먼지 원반을 지니고 있는 것 같다.
루크바트는 단선 분광쌍성이다. ROSAT 전천탐사(ROSAT All Sky Survey)는 루크바트가 엑스선의 초과 플럭스를 방출하고 있음을 발견했는데 이는 이 별이 속한 분광형에서 발견되지 않는 현상이다. 이를 설명해 주는 가설로 루크바트 계의 반성이 활성화된 전주계열성이거나 이제 막 주계열에 진입한 항성이라는 설명이 있다.

## 명명법
궁수자리 알파(α Sgr)는 이 별의 바이어 명명법이다. 왜 요한 바이어가 이 별에 엡실론이나 시그마 대신 알파 명칭을 붙였는지는 확실하지 않다. 이로 인해 일부 오래 된 성표들에 궁수자리 알파와 베타별이 실제보다 훨씬 밝은 것으로 수록되는 경우가 가끔 발생했는데, 이는 두 별의 위도가 낮아서 북유럽에서 볼 수 없었기 때문이다.
전통적으로 불리던 이름 루크바트(Rukbat)와 알라미(Alrami)는 아랍어 '루크바트 알-라미'(궁수의 무릎)에서 온 명칭이다. 카시오페이아자리 델타도 아랍어로 '무릎'을 뜻하는 단어 ركبة에서 온 명칭인 루크바(Ruchbah) 또는 루크바트(Rukbat)로 불렸다. 2016년 국제천문연맹은 항성의 고유명칭들을 목록화 및 표준화할 목적으로 항성명칭 워킹그룹(WGSN)을 결성했다. WGSN은 2016년 7월 공식 목록을 최초로 공고했는데 여기에 루크바트가 포함되었다. 한편 카시오페이아자리 델타에는 이후 루크바(Ruchbah)가 부여되었다.
중화권에서 루크바트는 두수의 천연(天淵)에 속해 있다. 천연을 구성하는 별은 루크바트 외에 궁수자리 베타¹, 궁수자리 베타²이다. 이들 중 루크바트 하나만을 일컫는 이름은 천연3(天淵三)이다.
루크바트와 궁수자리 베타¹, 궁수자리 베타²는 '수라드(사막에 사는 새) 두 마리'를 뜻하는 '알 수라다인'(ألسردين)으로 불리기도 했다.